# 스타일 가이드
스타일 가이드(영어: style guide, style manual)는 영어의 문서 및 출판물 등에서 통일된 양식을 규정하는 안내서이다. 주로 출판사나 학술잡지 등에서 사용된다.
스타일 가이드는 두문자어 등의 표기법, 콜론 등 문장부호의 표기법, 숫자나 일자의 표기법, 문헌 인용법 등을 규정한다.
또한 스타일 가이드에는 공백이나 활자 등 타이포그래피 에 관련된 요소에 관하여 규정하는 것도 있다.
웹사이트 스타일 가이드의 경우, 주로 외관과 기술적 측면에 관한 스타일을 규정한다.

## 주요 스타일 가이드

### 미국
- The Chicago Manual of Style
- MLA style manual
- APA style
- AP stylebook
- U.S. Government Printing Office (GPO) Style Manual[1]

### 영국
- New Oxford Style Manual
- A Dictionary of Modern English Usage
- MHRA Style Guide

## 같이 보기
- 문체